# Amor en polvo (película)
Amor en polvo es una película española de 2019.

## Sinopsis
Pablo (Enrique Arce) y Blanca (Lorena López) son un matrimonio de mediana edad cuya vida sexual ha comenzado a caer en la monotonía. Para tratar de reactivar su relación deciden experimentar el sexo en grupo, para lo que logran convencer a Lucas (amigo de él) - Luis Miguel Seguí - y Mía (amiga de ella) - Macarena Gómez -. Programada la cita, Pablo y Blanca finalmente no aparecen tras una fuerte discusión y lo que parece ser la ruptura matrimonial. Por su parte, Lucas y Mía dar rienda suelta a su pasión en los lavabos del bar en que se habían citado. La situación se complica aun más cuando Lucas y Mía hacen acto de presencia en el domicilio del matrimonio desvelándose que Lucas en el pasado había mantenido una relación esporádica con Blanca.